# Sportler des Jahres (Litauen)

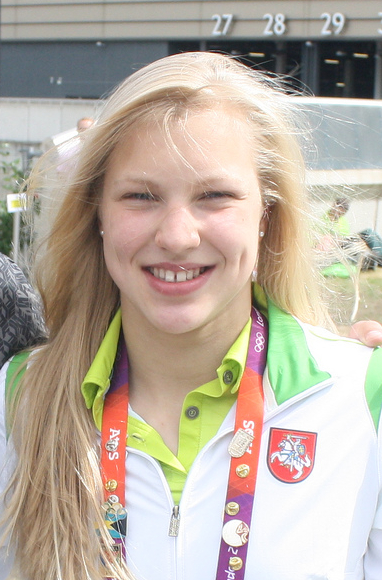
Rūta Meilutytė, Sportlerin des Jahres (2012–2014)

Litauens Sportler des Jahres ist eine sportliche Auszeichnung in Litauen seit 1956. Bis 2013 wurde sie nur an einen einzelnen Sportler oder eine Sportlerin vergeben. 2013 wurde erstmals die Mannschaft des Jahres ausgezeichnet. Seit 2014 werden der beste Sportler und die beste Sportlerin separat ausgezeichnet, ebenso jeweils die Mannschaften des Jahres bei den Herren und Damen.

## Gewinner
| Jahr | Person                              | Sport              | Geschlecht | Mannschaft                              | Sport      |
| ---- | ----------------------------------- | ------------------ | ---------- | --------------------------------------- | ---------- |
| 1956 | Algirdas Šocikas                    | Boxen              | Mann       | —                                       | —          |
| 1957 | Jonas Pipynė                        | Leichtathletik     | Mann       | —                                       | —          |
| 1958 | Birutė Kalėdienė                    | Leichtathletik     | Frau       | —                                       | —          |
| 1959 | Adolfas Varanauskas                 | Leichtathletik     | Mann       | —                                       | —          |
| 1960 | Antanas Bagdonavičius, Zigmas Jukna | Rudern             | Mann       | —                                       | —          |
| 1961 | Antanas Bagdonavičius, Zigmas Jukna | Rudern             | Mann       | —                                       | —          |
| 1962 | Antanas Vaupšas                     | Leichtathletik     | Mann       | —                                       | —          |
| 1963 | Adolfas Varanauskas                 | Leichtathletik     | Mann       | —                                       | —          |
| 1964 | Ričardas Tamulis                    | Boxen              | Mann       | —                                       | —          |
| 1965 | Modestas Paulauskas                 | Basketball         | Mann       | —                                       | —          |
| 1966 | Modestas Paulauskas                 | Basketball         | Mann       | —                                       | —          |
| 1967 | Modestas Paulauskas                 | Basketball         | Mann       | —                                       | —          |
| 1968 | Danas Pozniakas                     | Boxen              | Mann       | —                                       | —          |
| 1969 | Modestas Paulauskas                 | Basketball         | Mann       | —                                       | —          |
| 1970 | Modestas Paulauskas                 | Basketball         | Mann       | —                                       | —          |
| 1971 | Modestas Paulauskas                 | Basketball         | Mann       | —                                       | —          |
| 1972 | Modestas Paulauskas                 | Basketball         | Mann       | —                                       | —          |
| 1973 | Vladas Česiūnas                     | Kanufahren         | Mann       | —                                       | —          |
| 1974 | Vladas Česiūnas                     | Kanufahren         | Mann       | —                                       | —          |
| 1975 | Česlovas Jazerskis                  | Ringen             | Mann       | —                                       | —          |
| 1976 | Angelė Rupšienė                     | Basketball         | Frau       | —                                       | —          |
| 1977 | Vilhelmina Bardauskienė             | Leichtathletik     | Frau       | —                                       | —          |
| 1978 | Vilhelmina Bardauskienė             | Leichtathletik     | Frau       | —                                       | —          |
| 1979 | Lina Kačiušytė                      | Schwimmen          | Frau       | —                                       | —          |
| 1980 | Lina Kačiušytė                      | Schwimmen          | Frau       | —                                       | —          |
| 1981 | Robertas Žulpa                      | Schwimmen          | Mann       | —                                       | —          |
| 1982 | Vladas Turla                        | Sportschießen      | Mann       | —                                       | —          |
| 1983 | Ana Ambrazienė                      | Leichtathletik     | Frau       | —                                       | —          |
| 1984 | Arvydas Sabonis                     | Basketball         | Mann       | —                                       | —          |
| 1985 | Arvydas Sabonis                     | Basketball         | Mann       | —                                       | —          |
| 1986 | Arvydas Sabonis                     | Basketball         | Mann       | —                                       | —          |
| 1987 | Šarūnas Marčiulionis                | Basketball         | Mann       | —                                       | —          |
| 1988 | Gintautas Umaras                    | Bahnradsport       | Mann       | —                                       | —          |
| 1989 | Šarūnas Marčiulionis                | Basketball         | Mann       | —                                       | —          |
| 1990 | Šarūnas Marčiulionis                | Basketball         | Mann       | —                                       | —          |
| 1991 | Šarūnas Marčiulionis                | Basketball         | Mann       | —                                       | —          |
| 1992 | Romas Ubartas                       | Leichtathletik     | Mann       | —                                       | —          |
| 1993 | Vitalijus Karpačiauskas             | Boxen              | Mann       | —                                       | —          |
| 1994 | Raimundas Mažuolis                  | Schwimmen          | Mann       | —                                       | —          |
| 1995 | Remigijus Lupeikis                  | Bahnradsport       | Mann       | —                                       | —          |
| 1996 | Arvydas Sabonis                     | Basketball         | Mann       | —                                       | —          |
| 1997 | Raimondas Šiugždinis                | Segeln             | Mann       | —                                       | —          |
| 1998 | Diana Žiliūtė                       | Radsport           | Frau       | —                                       | —          |
| 1999 | Edita Pučinskaitė                   | Radsport           | Frau       | —                                       | —          |
| 2000 | Virgilijus Alekna                   | Leichtathletik     | Mann       | —                                       | —          |
| 2001 | Rasa Polikevičiūtė                  | Radsport           | Frau       | —                                       | —          |
| 2002 | Raimondas Rumšas                    | Radsport           | Mann       | —                                       | —          |
| 2003 | Šarūnas Jasikevičius                | Basketball         | Mann       | —                                       | —          |
| 2004 | Virgilijus Alekna                   | Leichtathletik     | Mann       | —                                       | —          |
| 2005 | Virgilijus Alekna                   | Leichtathletik     | Mann       | —                                       | —          |
| 2006 | Virgilijus Alekna                   | Leichtathletik     | Mann       | —                                       | —          |
| 2007 | Ramūnas Šiškauskas                  | Basketball         | Mann       | —                                       | —          |
| 2008 | Edvinas Krungolcas                  | Moderner Fünfkampf | Mann       | —                                       | —          |
| 2009 | Simona Krupeckaitė                  | Bahnradsport       | Frau       | —                                       | —          |
| 2010 | Simona Krupeckaitė                  | Bahnradsport       | Frau       | —                                       | —          |
| 2011 | Laura Asadauskaitė                  | Moderner Fünfkampf | Frau       | —                                       | —          |
| 2012 | Rūta Meilutytė                      | Schwimmen          | Frau       | —                                       | —          |
| 2013 | Rūta Meilutytė                      | Schwimmen          | Frau       | Basketballnationalmannschaft der Herren | Basketball |

| Jahr | Sportlerin des Jahres                   | Sportler des Jahres              | Damenmannschaft des Jahres                      | Herrenmannschaft des Jahres                               |
| ---- | --------------------------------------- | -------------------------------- | ----------------------------------------------- | --------------------------------------------------------- |
| 2014 | Rūta Meilutytė (Schwimmen)              | Jevgenijus Šuklinas (Kanu)       | Milda Valčiukaitė & Donata Vištartaitė (Rudern) | Saulius Ritter & Rolandas Maščinskas (Rudern)             |
| 2015 | Laura Asadauskaitė (Moderner Fünfkampf) | Ramūnas Navardauskas (Radsport)  | Milda Valčiukaitė & Donata Vištartaitė (Rudern) | Basketballnationalmannschaft                              |
| 2016 | Simona Krupeckaitė (Bahnradsport)       | Aurimas Didžbalis (Gewichtheben) | Milda Valčiukaitė & Donata Vištartaitė (Rudern) | Saulius Ritter & Mindaugas Griškonis (Rudern)             |
| 2017 | Airinė Palšytė (Leichtathletik)         | Andrius Gudžius (Leichtathletik) | Milda Valčiukaitė & Ieva Adomavičiūtė (Rudern)  | Adomavičius, Maščinskas, Džiaugys & Nemeravičius (Rudern) |